# Valérie Deseine
Valérie Deseine (* 20. Jahrhundert) ist eine französische Filmeditorin.

## Leben
Valérie Deseine ist seit Mitte der 1990er-Jahre als Filmeditorin tätig, dabei die ersten Jahre noch als Schnitt-Assistentin. Sie ist Stamm-Editorin des Regisseurs Laurent Tirard. Für Maman und ich wurde sie 2014 mit dem César für den Besten Schnitt ausgezeichnet, für Les chatouilles 2019 nominiert.

## Filmografie (Auswahl)
- 1997: Kleine Engel, kleine Haie (Marie Baie des Anges)
- 2000: Die Sache mit dem Sex & der Liebe (La parenthèse enchantée)
- 2002: Ginostra
- 2004: Lügen & lügen lassen (Mensonges et trahisons et plus si affinités...)
- 2007: Molière
- 2007: Détrompez-vous
- 2008: Ein Engel im Winter (Et après)
- 2009: Der kleine Nick (Le petit Nicolas)
- 2010: Glück auf Umwegen (La chance de ma vie)
- 2010: Spurlos (Sans laisser de traces)
- 2011: Who Killed Marilyn? (Poupoupidou)
- 2012: Asterix & Obelix – Im Auftrag Ihrer Majestät (Astérix et Obélix: Au service de sa majesté)
- 2012: Väter und andere Katastrophen (Un jour mon père viendra)
- 2013: Maman und ich (Les garçons et Guillaume, à table!)
- 2014: Der kleine Nick macht Ferien (Les vacances du petit Nicolas)
- 2015: Boomerang
- 2016: Fannys Reise (Le voyage de Fanny)
- 2016: Mein ziemlich kleiner Freund (Un homme à la hauteur)
- 2016: Im Namen meiner Tochter – Der Fall Kalinka (Au nom de ma fille)
- 2018: Abserviert – Strand, Spaß und Sonne! (Larguées)
- 2018: Les chatouilles
- 2019: Der geheime Roman des Monsieur Pick (Le mystère Henri Pick)
- 2020: Eine Frau mit berauschenden Talenten (La daronne)
- 2020: Miss Beautiful (Miss)
- 2020: Der Rosengarten von Madame Vernet (La fine fleur)
- 2020: Meine Schwester, ihre Hochzeit & ich (Le discours)
- 2021: Eiffel in Love
- 2022: La Syndicaliste
- 2022: Maria träumt – Oder: Die Kunst des Neuanfangs (Maria rêve)
- 2023: Ein Leben für die Menschlichkeit – Abbé Pierre (Abbé Pierre – Une vie de combats)
- 2024: Becoming Karl Lagerfeld (Miniserie)